# ピエール・フランソワ・シャバノー
ピエール・フランソワ・シャバノー（仏: Pierre-François Chabaneau, 1754年6月27日 – 1842年2月18日）は、フランス人化学者である。スペインで生涯の大部分を過ごした。
展性のある白金の単離に成功した最初の化学者の一人である。

## 若き日々
1754年6月27日、フランスのドルドーニュ県ノントロンに生まれる。彼の叔父はバイエルンのサン・アントアーヌ修道会の修道士であり、シャバノーに神学を学ぶことを勧めた。シャバノーは神学において良い成績をおさめたが、彼は抽象的な思索を嫌った。その結果、シャバノーは教師たちを敵にまわすことになり、結果として神学校から追放された。
パリ16区のパッシーにあるイエズス会大学の学長・La Rose神父は、シャバノーが貧窮しているのに同情して数学教師の地位を与えた。しかし、当時17歳のシャバノーには算数の基礎的な知識しかなかった。それでも、次の日の授業の題材を勉強していくうちに代数と幾何を独学で身につけた。シャバノーの学問に対する興味はすぐに広がり、物理学、博物学、そして化学に及んだ。 20歳のとき、シャバノーは公開講義のコースを受け持つようになる。聴講生の中にペニャフロリダ伯爵Peñaflorida の息子たちが含まれていた。伯爵は、ベルガラ神学校の教授のスカウトのため息子たちをフランスに送ったのだが、息子たちは結局フランス語と物理学を教えるためシャバノーがベルガラに行くべきだと勧めた。

## 白金の研究
1783年、ファン・ホセ・デ・エルヤルとファウスト・デ・エルヤル兄弟はタングステンの単離に成功した。その後、シャバノーはエルヤル兄弟と協力して白金の研究に従事した。1783年には可鍛性の白金を得ている。1786年3月17日のファウストの書簡には、純粋な可鍛白金の製法について記述がある。しかし、これは長くは続かなかった。1786年、アメリカ大陸における鉱山の開発のため、フアン・ホセはコロンビアのニュー・グラナダに派遣され、ファウストはメキシコの鉱山院長官就任の準備としてハンガリーとドイツに派遣されたのだ。
その後まもなく、スペインの君主・カルロス3世は、シャバノーに鉱物学・物理学・化学の教職を与え、王宮の一部に住居、それに加えて研究室と図書館を提供した。政治家のP. P. A. アランダ伯爵（Pedro Pabro Abarca y Bolea Aranda）は、政府は白金を全てシャバノーに供給するように便宜を図ってくれた。
初めのうちシャバノーは、白金に含まれる不純物（金、水銀、鉛、銅、鉄など）の大部分を容易に除去することができた。そのため、単体の白金を単離できたと信じた。しかし、シャバノーが生成した白金の化学的性質はサンプルによって異なっていた。あるときは展性を示し、あるときは脆性を示した。あるときは不燃性の白金を得たがあるときは容易に燃えてしまった。こうした矛盾は様々な不純物が原因だった。ロジウム、パラジウム、オスミウム、イリジウム、ルテニウムなどで、のちに白金族元素として知られるものである。シャバノーが研究に従事していた当時、これらの元素はまだ発見されていなかった。
1786年、シャバノーは研究があまりにもうまくいかないことに苛立ち、平常心を失った。彼は実験道具を叩き壊し絶叫した:「こんなもの捨ててやる！ 研究なんてどうでもいい！ こんなふざけた金属には二度と触るものか！」。しかしその三ヶ月後、シャバノーは展性のある単体の白金でできた一辺10cmの立方体をアランダ伯爵に見せた。粉末冶金や強力な加熱法を含むシャバノーの白金単離法は、1914年まで極秘とされていた。

## 「スペインの白金時代」
シャバノーはあることに気づいた。白金を扱うのはとても難しいため、白金から作られたものは非常に高価になるということだ。 彼とドン・ホアキン・カベサスDon Joaquín Cabezasは、白金のインゴットや各種器具をつくることで儲けた。これはいわゆる「スペインの白金時代platinum age in Spain」のはじまりとして知られている。 白金時代の22年間には、18000トロイオンス(約560キロ)もの展・延性の白金が製造された。白金時代は1808年に終わりを告げた。シャバノーの研究所がナポレオン戦争によって破壊されたからである。
1799年、シャバノーはフランスに戻った。安らぎを求めて故郷ノントロンの近くに帰ったのだ。1842年の1月まで彼はそこで過ごし、88歳で亡くなった。